# 福井雄太
福井 雄太（ふくい ゆうた、1986年 - ）は日本のテレビプロデューサー。慶應義塾大学法学部政治学科卒業。

## 略歴・人物
高校時代に担任教師から文章を褒められたことをきっかけに脚本家を目指し、大学時代に西条道彦が主催するインターネットシナリオスクール脚本家養成学校「bukurojukuぶくろ塾」で脚本を学んだ。また、自身らで書いたシナリオをシナリオコンクールに応募し、受賞したこともある。
様々な脚本を書いていく中で新しい作品を企画し、アイディアを形にすることが好きになった。そう思ったときに「脚本家」ではなくテレビ局の「プロデューサー」がという選択肢が生まれ、プロデューサーを目指す。
2009年、日本テレビに入社。入社当時はテレビドラマの助監督を務めていた。
2011年、自身らが企画し、採用されたドラマ『ピースボート -Piece Vote-』でプロデューサーデビュー。入社3年目にして日本テレビ史上最年少のテレビドラマプロデューサーと呼ばれた。
2019年、菅田将暉主演の『3年A組-今から皆さんは、人質です-』をプロデュース。同作品の反響が高く呼び、高視聴率を記録。数々の賞を総なめにした。同年に賀来賢人主演の『ニッポンノワール-刑事Yの反乱-』をプロデュースし、『3年A組』との世界観を共有した設定が話題を呼んだ。
2023年、松岡茉優主演、芦田愛菜共演の『最高の教師 1年後、私は生徒に■された』をプロデュース。同作の最終話放送終了後に日本テレビを退職し、Netflixに転職。

## エピソード
- 日本テレビでは菅田将暉、亀梨和也を主役のドラマを多く手掛けた。また、よく組んだスタッフには脚本家では武藤将吾、金子茂樹、演出家では日本テレビ在籍中は猪股隆一を多く起用した。また、若手である小室直子と鈴木勇馬といったメインディレクターを任せた。劇伴音楽では『学校のカイダン』以降、松本晃彦を起用している。
- プロデュースしたドラマ作品にテーマ曲にクラシック音楽を取り入れている。

## 主な作品

### テレビドラマ

#### 日本テレビ
- 怪物くん（2010年、演出補）
- ピースボート -Piece Vote-（2011年、プロデュース）
- 理想の息子（2012年、プロデュース）
- 三毛猫ホームズの推理（2012年、プロデュース）
- ピン女のメリークリスマス ～恋したい、恋しようとしない、恋できない。～（2012年、プロデュース）
- 斉藤さん2（2013年、プロデュース）
- 明日、ママがいない（2014年、プロデュース）
- 学校のカイダン（2015年、プロデュース）
- 怪盗 山猫（2016年、プロデュース）
- レンタル救世主（2016年、プロデュース）
- ボク、運命の人です。（2017年、プロデュース）
- 崖っぷちホテル!（2018年、プロデュース）
- 3年A組-今から皆さんは、人質です-（2019年、プロデュース）
- 絆のペダル（2019年、プロデュース）
- ニッポンノワール-刑事Yの反乱-（2019年、プロデュース）
- 誰も知らない志村けん（2020年、企画プロデュース）
- コントが始まる（2021年、プロデュース）
- サヨウナラのその前に（2022年、プロデュース）
- ノンレムの窓 2022・秋（2022年、プロデュース）
- 最高の教師 1年後、私は生徒に■された（2023年、プロデュース）
- 最高の生徒〜余命1年のラストダンス〜（2023年、プロデュース）

### 配信ドラマ

#### Hulu
- マクベスの23時 〜皆様の質問に本当に答えます〜（2021年、プロデュース）

### 漫画作品

#### Minto Studio
- 人類討伐（2023年、企画・プロデュース）